# NGC 2353
NGC 2353 је расејано звездано јато у сазвежђу Једнорог које се налази на NGC листи објеката дубоког неба.
Деклинација објекта је - 10° 15' 57" а ректасцензија 7h 14m 30,3s. Привидна величина (магнитуда) објекта NGC 2353 износи 7,1. NGC 2353 је још познат и под ознакама OCL 567.